# Schön (Creglingen)
Schön ist ein Wohnplatz auf der Gemarkung des Creglinger Stadtteils Freudenbach im Main-Tauber-Kreis im fränkisch geprägten Nordosten Baden-Württembergs.

## Geschichte
Der Ort wurde im Jahre 1356 erstmals urkundlich als zu der Schoen erwähnt. Die Kleinsiedlung lag möglicherweise zeitweise wüst. Im Jahre 1525 wurden Äcker zu der Schön erwähnt als hohenlohische Lehen der Lesch. Der Ort war vom 16. bis zum 18. Jahrhundert brandenburgisches Lehen der Lochinger zu Archshofen und ihrer Erben. Die Fraisch stand Rothenburg ob der Tauber zu.
Am 1. Februar 1972 wurde die Gemeinde Freudenbach, zu der Schön gehörte, in die Stadt Creglingen eingegliedert.

## Kulturdenkmale
Kulturdenkmale in der Nähe des Wohnplatzes sind in der Liste der Kulturdenkmale in Creglingen verzeichnet.

## Verkehr
Der Ort ist über eine Straße zu erreichen, die von der K 2894 abzweigt sowie über eine weitere Straße die von der L 2251 abzweigt. Im Ort befindet sich die gleichnamige Straße Schön.